# Aeródromo de Manu
Aeródromo de Manu (IATA: SPNU) es una pista de aterrizaje que sirve al pueblo de Boca Manu y el Parque Nacional del Manu en la región Madre de Dios del Perú. La pista de hierba está en el lado opuesto del río Madre de Dios, de 3,5 kilómetros (2,2 millas) al suroeste de la localidad, que está cerca de la confluencia de los ríos Madre de Dios y Manu.